# Голо (Корзика)
Голо (фр. Golo) је река у Француској. Дуга је 89 km. Улива се у Средоземно море. 